# Malolos Congres

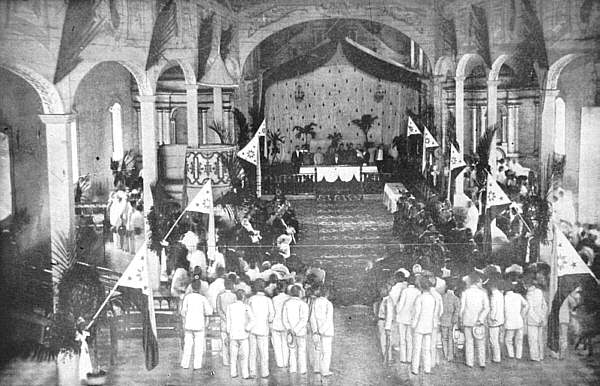
De eerste bijeenkomst van het Malolos Congres

Het Malolos Congres (ook wel Revolutionair Congres) was de wetgevende macht van de Eerste Filipijnse Republiek (ook wel Malolos Republiek) binnen de Filipijnse overheid. 
Het Congres bestond uit gekozen en benoemde leden en kwam op 15 september 1898 voor het eerst bijeen om de Grondwet van de nieuwe Republiek te bespreken en de onafhankelijkheidsklaring van 12 juni 1898 te ratificeren. Op 29 november 1898 keurde het Malolos Congres de Grondwet goed, waarbij wel enkele amendementen werden ingebracht, die door president Emilio Aguinaldo werden afgekeurd. Een definitieve versie van de Grondwet werd op 20 januari 1899 door het Congres aangenomen en de dag erna door president Aguinaldo bevestigd. In de Grondwet was onder meer bepaald dat het Malolos Congres de wetgevende macht werd van de Filipijnse Republiek. De leden van het Congres kozen daarop formeel Aguinaldo tot president van de Republiek en op 23 januari 1899 werd hij geïnaugureerd en werd de Eerste Filipijnse Republiek formeel opgericht.

## Bestuur van het Congres
- President van het Congres:
  - Pedro Paterno
- Vicepresident van het Congres:
  - Benito Legarda
- Secretaris van het Congres:
  - Gregorio Araneta
  - Pablo Ocampo

## Leden
| Provincie         | Afgevaardigden              | Benoemd/Gekozen |
| ----------------- | --------------------------- | --------------- |
| Abra              | Isidro Paredes              | Gekozen         |
| Abra              | Juan Villamor               | Benoemd         |
| Albay             | Salvador del Rosario        | Gekozen         |
| Albay             | Marcial Calleja             | Gekozen         |
| Albay             | Pantaleon Garcia            | ?               |
| Albay             | Honorato Agrava             | ?               |
| Albay             | Aguedo Velarde              | Benoemd         |
| Antique           | Ariston Gella               | Benoemd         |
| Antique           | Vicente Lopez               | ?               |
| Antique           | Eusebio Natividad           | ?               |
| Bataan            | Jose Tuazon                 | Gekozen         |
| Bataan            | Pedro Teopaco               | ?               |
| Bataan            | Hermogenes Marco            | ?               |
| Bongao            | Sotero R. Laurel            | Benoemd         |
| Bongao            | Jacinto Vega                | ?               |
| Batanes           | Daniel Tirona               | Gekozen         |
| Batanes           | Vito Belarmino              | Benoemd         |
| Batangas          | Mariano Lopez               | Gekozen         |
| Batangas          | Gregorio Aguilera           | Gekozen         |
| Batangas          | Eduardo Gutierrez           | Gekozen         |
| Batangas          | Ambrosio Flores             | ?               |
| Bohol             | Pedro Tongio Liongson       | Benoemd         |
| Bohol             | Tranquilino Arroyo          | ?               |
| Bohol             | Labio Pinson                | ?               |
| Bulacan           | Ambrosio Bautista           | Gekozen         |
| Bulacan           | Mariano Crisostomo          | Gekozen         |
| Bulacan           | Pedro Serrano Laktaw        | ?               |
| Bulacan           | Trinidad Icasiano           | ?               |
| Cavite            | Jose Basa                   | Gekozen         |
| Cavite            | Hugo Ilagan                 | Gekozen         |
| Cavite            | Jose Salamanca              | Gekozen         |
| Cavite            | Severino de las Alas        | ?               |
| Calamianes        | Narciso Hidalgo Resureccion | Benoemd         |
| Calamianes        | Norberto Cruz Herrera       | ?               |
| Calamianes        | San Isidro                  | ?               |
| Camarines         | Justo Lukban                | Gekozen         |
| Camarines         | Tomas Arejola               | Gekozen         |
| Camarines         | Valeriano Velarde           | ?               |
| Camarines         | Mariano                     | ?               |
| Capiz             | Miguel Zaragoza             | Benoemd         |
| Capiz             | Mariano Bacani              | ?               |
| Capiz             | Juan Baltazar               | ?               |
| Catanduanes       | Marcelino de Santos         | ?               |
| Catanduanes       | Jose Alejandrino            | ?               |
| Dapitan en Lal-lo | Jose Albert                 | Benoemd         |
| Dapitan en Lal-lo | Julio Ruiz                  | ?               |
| Cebu              | Ariston Bautista            | Benoemd         |
| Cebu              | Trinidad Pardo de Tavera    | Benoemd         |
| Cebu              | Felix David                 | ?               |
| Cebu              | Francisco Makabulos         | ?               |
| Ilocos Norte      | Gregorio Aglipay            | Gekozen         |
| Ilocos Norte      | Martin Garcia               | Gekozen         |
| Ilocos Norte      | Pio Romero                  | ?               |
| Ilocos Norte      | Jose Luna                   | ?               |
| Ilocos Norte      | Primitivo Donato            | ?               |
| Ilocos Norte      | Pedro Paterno               | ?               |
| Ilocos Sur        | Mariano Fos                 | Gekozen         |
| Ilocos Sur        | Ignacio Villamor            | Gekozen         |
| Ilocos Sur        | Francisco Tongson           | Benoemd         |
| Ilocos Sur        | Marcelino Crisologo         | Benoemd         |
| Iloilo            | Esteban de la Rama          | Benoemd         |
| Iloilo            | Melecio Figueroa            | Benoemd         |
| Iloilo            | Venancio Concepcion         | ?               |
| Iloilo            | Tiburcio Hilario            | ?               |
| Isabela           | Eustacio del Rosario        | ?               |
| Isabela           | Raymundo Alindada           | Benoemd         |
| Isabela           | Abelardo Guzman             | Gekozen         |
| La Union          | Mateo del Rosario           | Benoemd         |
| La Union          | Joaquin Luna                | Gekozen         |
| La Union          | Miguel Paterno              | Benoemd         |
| Laguna            | Higinio Benitez             | Gekozen         |
| Laguna            | Graciano Cordero            | Gekozen         |
| Laguna            | Mauricio Ilagan             | ?               |
| Laguna            | Manuel Sityar               | ?               |
| Lepanto           | Reymundo Jeciel             | Gekozen         |
| Lepanto           | Antonio Rebello             | ?               |
| Lepanto           | Leon Apacible               | ?               |
| Leyte             | Simplicio del Rosario       | Benoemd         |
| Leyte             | Rafael Guerrero             | Benoemd         |
| Leyte             | Marciano Zamora-Concepcion  | ?               |
| Leyte             | Lucio Navarro               | ?               |
| Manilla           | Teodoro Gonzalez Leano      | Gekozen         |
| Manilla           | Felix Pascual               | Gekozen         |
| Manilla           | Arsenio Cruz Herrera        | Gekozen         |
| Manilla           | Mariano Limjap              | ?               |
| Masbate           | Alberto Barretto            | Benoemd         |
| Masbate           | Maximo Cabigting            | ?               |
| Mindoro           | Antonio Constantino         | Gekozen         |
| Mindoro           | Perfecto Gabriel            | Benoemd         |
| Mindoro           | Arturo Dancel               | ?               |
| Misamis           | Gracio Gonzaga              | Benoemd         |
| Misamis           | Apolonio Mercado            | Benoemd         |
| Misamis           | Teodoro Sandiko             | Benoemd         |
| Morong            | Jose Oliveros               | Gekozen         |
| Morong            | Marcelo Mesina              | ?               |
| Negros Occidental | Jose de la Vina             | Benoemd         |
| Negros Occidental | Antonio Montenegro          | ?               |
| Negros Occidental | Juan Benson                 | ?               |
| Negros Oriental   | Pio del Pilar               | Benoemd         |
| Negros Oriental   | Luciano San Miguel          | ?               |
| Negros Oriental   | Mariano Leogardo Oirola     | ?               |
| Nueva Ecija       | Jose Turiano Santiago       | Gekozen         |
| Nueva Ecija       | Epifanio de los Santos      | ?               |
| Nueva Ecija       | Gregorio Macapinlac         | ?               |
| Nueva Vizcaya     | Evaristo Panganiban         | Gekozen         |
| Nueva Vizcaya     | Hipolito Magsalin           | Benoemd         |
| Padre Burgos      | Joaquin Baltazar            | Gekozen         |
| Padre Burgos      | Sixto Zandueta              | ?               |
| Padre Burgos      | Ceferino de Leon            | Benoemd         |
| Palaos            | Isidro Tongco               | Benoemd         |
| Palaos            | Alfonso Ramos               | ?               |
| Pampanga          | Joaquin Gonzalez            | Gekozen         |
| Pampanga          | Jose Rodriguez Infante      | Gekozen         |
| Pampanga          | Ramon Henson                | ?               |
| Pampanga          | Enrique Macapinlac          | ?               |
| Pangasinan        | Vicente del Prado           | Gekozen         |
| Pangasinan        | Antonio Feliciano           | Gekozen         |
| Pangasinan        | Sebastian de Castro         | Gekozen         |
| Pangasinan        | Adriano Garces              | Gekozen         |
| Paragua           | Felipe Calderon             | Benoemd         |
| Paragua           | Domingo Colmenar            | ?               |
| Samar             | Javier Gonzalez Salvador    | Benoemd         |
| Samar             | Servillano Aquino           | ?               |
| Samar             | Juan Tongco                 | ?               |
| Sorsogon          | Manuel Xerez Burgos         | Benoemd         |
| Sorsogon          | Pedro Lipana                | ?               |
| Sorsogon          | Maximino Hizon              | ?               |
| Tarlac            | Juan Nepomuceno             | Gekozen         |
| Tarlac            | Victoriano Tanedo           | ?               |
| Tarlac            | Julian Carpio               | ?               |
| Tayabas           | Sofio Alandy                | Gekozen         |
| Tayabas           | Basilo Teodoro              | Benoemd         |
| Tayabas           | Jose Espinosa               | ?               |
| Zambales          | Juan Manday Gabriel         | Gekozen         |
| Zambales          | Alejandro Albert            | ?               |
| Zambales          | Felix S. Bautista           | Benoemd         |
| Zamboanga         | Felipe Buencamino sr.       | Benoemd         |
| Zamboanga         | Tomas Mascardo              | ?               |
| Zamboanga         | Lazaro Tanedo               | ?               |